# Lotus (album)
Lotus là album phòng thu thứ bảy của nghệ sĩ thu âm người Mỹ Christina Aguilera, phát hành vào ngày 9 tháng 11 năm 2012 bởi hãng đĩa RCA. Sau thất bại về mặt doanh thu của album phòng thu thứ sáu Bionic (2010), Aguilera đã lấy được cảm hứng từ các sự kiện trong cuộc đời cô, trong đó có sự xuất hiện trên The Voice và vụ ly dị chồng, mà cô mô tả rằng đó như là một sự tái sinh đối với bản thân. Aguilera thu âm album tại studio tư gia, với các cộng tác viên mới như được biết đến Alex da Kid, Max Martin, Lucas Secon, và các nhà sản xuất mới như Mike Del Rio, Jamie Hartman, Aeon Manahan, Chris Braide, Supa dups và Jason Gilbert. Album chứa hai ca khúc song ca của Aguilera với 2 vị giám khảo của chương trình The Voice, là Cee Lo Green (Make the World Move) và Blake Shelton (Just a Fool).

## Bối cảnh
Sau album phòng thu thứ sáu của Aguilera mang tên Bionic được phát hành vào năm 2010, cô ly dị với chồng cũ là Jordan Bratman, tham gia phim Burlesque và trở thành giám khảo trong chương trình truyền hình thực tế The Voice. Sau đó, cô thông báo về kế hoạch thu âm một album mới, chú ý về chất lượng hơn là số lượng. "Album này sẽ tụ hội những gì mà tôi đã trải qua cho tới bây giờ... Tôi đã trải qua album trước đó ('Bionic'), đã làm giám khảo ('The Voice'), và đã ly dị chồng", cô tiết lộ, "đây như là một sự tái sinh của tôi vậy". "Tôi khá rụt rè với nhiều thứ mới mẻ, nhưng nó thật tuyệt!", cô tiết lộ thêm rằng album sẽ bao gồm những bài hát đều toát lên nhiều thứ về cô, có giai điệu vui vẻ, và "cực kì mỏng manh". "Tôi đã quá cô đơn trong những năm trước, nhưng bây giờ, tôi sẽ chia sẻ tất cả trong album này".

## Đồ họa
Nhiếp ảnh gia thời trang Enrique Badulescu đã có công việc chụp hình và chỉnh sửa bìa đĩa nhạc cho album. Trong bìa đĩa, cô khỏa thân với mái tóc dài vàng hoe che đi ngực, còn phần dưới cơ thể bị làm mờ đi bởi một sắc vàng huyền ảo. Cánh tay của Aguilera mờ mờ ảo ảo, xuất hiện trong bông hoa sen phía dưới. Bìa đĩa nhạc được các nhà phê bình hoan nghênh vì sự thuần khiết và trong trắng của nó.

## Danh sách ca khúc
| STT              | Nhan đề                                         | Sáng tác                                                                                | Sản xuất                      | Thời lượng |
| ---------------- | ----------------------------------------------- | --------------------------------------------------------------------------------------- | ----------------------------- | ---------- |
| 1.               | "Lotus Intro"                                   | Christina Aguilera, Dwayne Abernathy, Candice Pillay, Alexander Grant                   | Alex da Kid, Dem Jointz       | 3:18       |
| 2.               | "Army of Me"                                    | Aguilera, Jamie Hartman, David Glass, Phil Bentley                                      | Tracklacers, Hartman*         | 3:27       |
| 3.               | "Red Hot Kinda Love"                            | Aguilera, Lucas Secon, Olivia Waithe                                                    | Secon                         | 3:06       |
| 4.               | "Make the World Move" (hợp tác với CeeLo Green) | Grant, Mike Del Rio, Pillay, Jayson DeZuzio, Abernathy, Armando Trovajoli               | Alex da Kid, Del Rio, DeZuzio | 3:00       |
| 5.               | "Your Body"                                     | Max Martin, Shellback, Savan Kotecha, Tiffany Amber                                     | Martin, Shellback             | 4:00       |
| 6.               | "Let There Be Love"                             | Martin, Shellback, Kotecha, Bonnie McKee, Oliver Goldstein, Oscar Holter, Jakke Erixson | Martin, Shellback             | 3:22       |
| 7.               | "Sing for Me"                                   | Aguilera, Aeon "Step" Manahan, Ginny Blackmore                                          | Manahan                       | 4:01       |
| 8.               | "Blank Page"                                    | Aguilera, Chris Braide, Sia Furler                                                      | Braide                        | 4:05       |
| 9.               | "Cease Fire"                                    | Aguilera, Grant, Pillay                                                                 | Alex da Kid                   | 4:08       |
| 10.              | "Around the World"                              | Aguilera, Dwayne Chin-Quee, Jason Gilbert, Ali Tamposi                                  | Supa Dups, Gilbert*           | 3:25       |
| 11.              | "Circles"                                       | Aguilera, Grant, Pillay, Abernathy                                                      | Alex da Kid                   | 3:26       |
| 12.              | "Best of Me"                                    | Aguilera, Grant, Pillay, DeZuzio                                                        | Alex da Kid, DeZuzio          | 4:08       |
| 13.              | "Just a Fool" (song ca với Blake Shelton)       | Steve Robson, Claude Kelly, Wayne Hector                                                | Robson                        | 4:14       |
| Tổng thời lượng: | Tổng thời lượng:                                | Tổng thời lượng:                                                                        | Tổng thời lượng:              | 47:30      |

| Ca khúc tặng kèm bản Đặc biệt | Ca khúc tặng kèm bản Đặc biệt     | Ca khúc tặng kèm bản Đặc biệt                             | Ca khúc tặng kèm bản Đặc biệt                  | Ca khúc tặng kèm bản Đặc biệt |
| STT                           | Nhan đề                           | Sáng tác                                                  | Sản xuất                                       | Thời lượng                    |
| ----------------------------- | --------------------------------- | --------------------------------------------------------- | ---------------------------------------------- | ----------------------------- |
| 14.                           | "Light Up the Sky"                | Aguilera, Grant, Pillay                                   | Alex da Kid                                    | 3:31                          |
| 15.                           | "Empty Words"                     | Aguilera, Busbee, Nikki Flores, Tamposi                   | Busbee                                         | 3:47                          |
| 16.                           | "Shut Up"                         | Aguilera, Grant, Pillay, Del Rio, Abernathy, Nate Campany | Alex da Kid                                    | 2:53                          |
| 17.                           | "Your Body" (Martin Garrix Remix) | Martin, Shellback, Kotecha, Amber                         | Martin, Shellback (phối khí bởi Martin Garrix) | 5:12                          |
| Tổng thời lượng:              | Tổng thời lượng:                  | Tổng thời lượng:                                          | Tổng thời lượng:                               | 62:51                         |

| Ca khúc tặng kèm trên iTunes Nhật | Ca khúc tặng kèm trên iTunes Nhật | Ca khúc tặng kèm trên iTunes Nhật | Ca khúc tặng kèm trên iTunes Nhật        | Ca khúc tặng kèm trên iTunes Nhật |
| STT                               | Nhan đề                           | Sáng tác                          | Sản xuất                                 | Thời lượng                        |
| --------------------------------- | --------------------------------- | --------------------------------- | ---------------------------------------- | --------------------------------- |
| 18.                               | "Your Body" (Ken Loi Remix)       | Martin, Shellback, Kotecha, Amber | Martin, Shellback (phối khí bởi Ken Loi) | 5:24                              |
| Tổng thời lượng:                  | Tổng thời lượng:                  | Tổng thời lượng:                  | Tổng thời lượng:                         | 68:25                             |

Ghi chú
- (*) đồng sản xuất
- "Red Hot Kinda Love" có sử dụng đoạn nhạc mẫu từ "The Whole World Ain't Nothing But a Party" của Mark Radice và "54-46 Was My Number" của Toots And The Maytals.
- "Make the World Move" bao gồm một phần của "Let's Find Out", sáng tác bởi Armando Trovajoli.

## Xếp hạng và chứng nhận doanh số
| Bảng xếp hạng (2012)            | Vị trí cao nhất |
| ------------------------------- | --------------- |
| Australian Albums Chart         | 19              |
| Austrian Albums Chart           | 13              |
| Belgian Albums Chart (Flanders) | 26              |
| Belgian Albums Chart (Wallonia) | 42              |
| Canadian Albums Chart           | 7               |
| Czech Albums Chart              | 16              |
| Danish Albums Chart             | 23              |
| Dutch Albums Chart              | 12              |
| French Albums Chart             | 50              |
| German Albums Chart             | 13              |
| Greek Albums Chart              | 14              |
| Hungarian Albums Chart          | 17              |
| Irish Albums Chart              | 29              |
| Italian Albums Chart            | 12              |
| Japanese Albums Chart           | 29              |
| Mexican Top 20 English          | 6               |
| New Zealand Albums Chart        | 29              |
| Norwegian Albums Chart          | 25              |
| Portuguese Albums Chart         | 23              |
| Russian Albums Chart            | 6               |
| Scottish Albums Chart           | 33              |
| Spanish Albums Chart            | 13              |
| South Korean Albums Chart       | 20              |
| Swedish Albums Chart            | 39              |
| Swiss Albums Chart              | 10              |
| Taiwanese Albums Chart          | 14              |
| UK Albums Chart                 | 28              |
| US Billboard 200                | 7               |

| Quốc gia | Chứng nhận        |
| -------- | ----------------- |
| Canada   | Vàng (40.000 bản) |

## Lịch sử phát hành
| Quốc gia    | Ngày                 | Định dạng           | Phiên bản        | Hãng đĩa    |
| ----------- | -------------------- | ------------------- | ---------------- | ----------- |
| Áo          | 9 tháng 11 năm 2012  | CD, tải kỹ thuật số | Thường, đặc biệt | Sony Music  |
| Đức         | 9 tháng 11 năm 2012  | CD, tải kỹ thuật số | Thường, đặc biệt | Sony Music  |
| Thụy Sĩ     | 9 tháng 11 năm 2012  | CD, tải kỹ thuật số | Thường, đặc biệt | Sony Music  |
| Anh         | 12 tháng 11 năm 2012 | CD, tải kỹ thuật số | Đặc biệt         | RCA Records |
| Brazil      | 13 tháng 11 năm 2012 | CD, tải kỹ thuật số | Thường, đặc biệt | Sony Music  |
| Mỹ          | 13 tháng 11 năm 2012 | CD, tải kỹ thuật số | Thường, đặc biệt | RCA Records |
| Anh         | 13 tháng 11 năm 2012 | CD, tải kỹ thuật số | Thường           | RCA Records |
| Nhật        | 14 tháng 11 năm 2012 | Tải kỹ thuật số     | Thường           | RCA Records |
| Thụy Điển   | 14 tháng 11 năm 2012 | CD, tải kỹ thuật số | Đặc biệt         | Sony Music  |
| Mexico      | 15 tháng 11 năm 2012 | CD, tải kỹ thuật số | Đặc biệt         | Sony Music  |
| Úc          | 16 tháng 11 năm 2012 | CD, tải kỹ thuật số | Đặc biệt         | Sony Music  |
| New Zealand | 16 tháng 11 năm 2012 | CD, tải kỹ thuật số | Đặc biệt         | Sony Music  |